# 中国人民武装警察部队北京指挥学院
中国人民武装警察部队北京指挥学院，简称武警北京指挥学院、北指，是一所武警部队初级指挥干部军事高等院校，隶属武警北京总队，正师级。

## 沿革
- 1983年3月，中国人民解放军北京卫戍区二师教导队改为中国人民武装警察部队北京市总队教导大队。
- 1984年，武警北京总队教导大队正式改建中国人民武装警察部队北京指挥学校（武警北京指挥学校），副师级。
- 2000年5月22日，升格中国人民武装警察部队北京指挥学院（参照中央军委〔2000〕军字第18号文件、武警总部〔2000〕武司字第140号文件），2001年1月9日正式挂牌。
- 2007年6月，升格正师级（武警总部〔2007〕武司字第138号文件《颁布北京指挥学院编制表》）。

## 历任领导
| 院长 | 政治委员 1. 刘奇（2015年9月-） |

## 机构设置
- 学院机关
  - 训练部（副师级）
  - 政治部（副师级）
  - 院务部（正团级）